# Teorama
Teorama – miasto w Kolumbii, w departamencie Norte de Santander.